# Dom-Gymnasium Freising
Das staatliche Dom-Gymnasium Freising ist ein humanistisches Gymnasium in der bayerischen Stadt Freising. Es ist mit etwa 500 Schülern das kleinste der drei Freisinger Gymnasien. Die Schule ist seit 1981 im ehemaligen Philippsschloss und einem nebenstehenden Anbau auf dem Freisinger Domberg untergebracht.

## Geschichte
Das Dom-Gymnasium Freising wurde im Jahre 1828 als königliche Studienanstalt gegründet. Ihm war seither bis in die 1970er Jahre ein Knabenseminar angegliedert. Entsprungen ist es einer Kloster- und Domschule, die neben dem Willibald-Gymnasium Eichstätt und der Katholischen Kantonssekundarschule St. Gallen eine der ältesten Schulen im gesamten deutschen Sprachraum ist. Die Schule entstand um etwa 740.
Bis 1960 umfasste das Dom-Gymnasium Freising auch eine Oberrealschule, die dann ausgegliedert wurde und nach Josef Hofmiller, einem ehemaligen Lehrer und Schüler des Dom-Gymnasiums, Josef-Hofmiller-Oberrealschule (heute: Josef-Hofmiller-Gymnasium) benannt wurde.
Nach der Gründung war das Gymnasium für einige Jahre im ehemaligen Propsteihof des aufgelassenen Kollegiatstifts St. Andrä untergebracht. 1835 wurden Räume im ehemaligen Marstall bezogen, in dem auch das Lyzeum seinen Sitz hatte. 1975 bis 1980 wurde das Philippsschloss weitestgehend abgerissen und unter Erhaltung weniger Teile das neue Gebäude des Dom-Gymnasiums gebaut. Architekten waren Helmut Gebhard und Thomas Richter. Ein weiterer Gebäudeteil entstand auf dem Gelände zweier benachbarter Domherrenhöfe, die dafür abgerissen wurden.

## Dom-Gymnasium heute
Heute umfasst das Dom-Gymnasium Freising einen humanistischen Zweig mit der Sprachenfolge Latein (ab der 5. Klasse), dann Englisch (ab der 6. Klasse) und anschließend Altgriechisch (ab der 8. Klasse). Der neusprachliche Zweig dagegen beginnt ebenfalls mit Latein und Englisch, dritte Fremdsprache ist dann allerdings Französisch. Zudem können sich Schüler für einen sogenannten bilingualen Zweig ab der siebten Klasse entscheiden. In der 7. Klasse haben die Schüler dann eine Wochenstunde mehr, um so auf den englischsprachigen Geographieunterricht in der achten und zehnten Klasse sowie in der Oberstufe vorbereitet zu werden. Dieser findet dann mit einer zusätzlichen Wochenstunde mehr als üblich statt. Außerdem besteht die Möglichkeit ab der elften Klasse Latein oder Englisch abzuwählen, um so Spanisch als vierte Fremdsprache zu belegen.

## Ehemalige
- Josef Hofmiller; Gymnasiallehrer, Übersetzer und Essayist (* 1872, † 1933)
- Hans Simmer; Pädagoge (* 1877, † ?)
- Josef Furtmeier; gilt als einer der Mentoren der Weißen Rose (* 1887, † 1969)
- Johannes Neuhäusler; ehemaliger Weihbischof im Erzbistum München und Freising (* 1888, † 1973)
- Alois Hundhammer;  Politiker (BVP und CSU), ehemaliger stellvertretender Ministerpräsident des Freistaates Bayern (* 1900, † 1974)
- Josef Schwalber; Rechtsanwalt und Politiker (BVP und CSU), ehemaliger bayerischer Kultusminister (* 1902, † 1969)
- Joseph Baumgartner; Politiker (BVP, CSU und BP), ehemaliger stellvertretender Ministerpräsident des Freistaates Bayern (* 1904, † 1964)
- Jörg Modlmayr; Heimatdichter (* 1905, † 1963)[5]
- Max Lehner;  Rechtsanwalt und Oberbürgermeister von Freising (* 1906, † 1975)
- Carl Amery; Schriftsteller (* 1922, † 2005)
- Theo Brand; Musiker und Komponist (* 1925, † 2016)
- Georg Lohmeier; Schriftsteller und Schauspieler (* 1926, † 2015)
- Heinrich Reiter; Rechtswissenschaftler, Präsident des Bundessozialgerichts (* 1930, † 2022)
- Hans Zehetmair; Politiker (CSU), ehemaliger stellvertretender Ministerpräsident des Freistaates Bayern (* 1936, † 2022)
- Ludwig Zehetner; Schriftsteller (* 1939)
- Otto Wiesheu; Politiker (CSU) und Manager, ehemaliger bayerischer Wirtschaftsminister (* 1944)
- Marcus Junkelmann; Historiker (* 1949)
- Hans-Florian Zeilhofer, Mund-, Kiefer- und Gesichtschirurg und Hochschullehrer an der Universität Basel (* 1952)
- Wolfgang Kaiser; Rechtswissenschaftler (* 1963)
- Bernhard Fleischmann; Radiomoderator, DJ und Autor (* 1968)
- Florian Herrmann; Rechtsanwalt und Politiker (CSU), Leiter der bayerischen Staatskanzlei (* 1971)
- Jochen „Noel Pix“ Seibert; Produzent, Songwriter und Musiker der Band Eisbrecher (* 1972)
- Tobias Eschenbacher; Politiker (Freisinger Mitte), Oberbürgermeister von Freising (* 1977)
- Philipp Weigl; Komponist und Musikpädagoge (* 1979)
- Andreas Mehltretter; Politiker (SPD), Bundestagsabgeordneter (* 1991)
- Jonathan Gertis; Schauspieler (* 1997)

## Weitere Gymnasien in Freising
- Camerloher-Gymnasium Freising
- Josef-Hofmiller-Gymnasium Freising